# Hubert Dolez

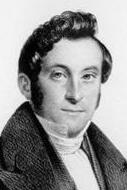
Hubert Dolez

Hubert Joseph Dolez (geboren am 16. März 1808 in Mons im Département Jemappes; gestorben am 17. März 1880 in Brüssel) war ein belgischer Rechtsberater und Staatsmann.
Dolez war von 1852 bis 1880 Präsident des Ordre des Avocats à la Cour de Cassation. Er war Mitglied im Föderalen Parlament Belgiens. Von 1867 bis 1870 war er Präsident der belgischen Abgeordnetenkammer. 1875 wurde er vom belgischen König Leopold II zum Staatsminister ernannt.
Er zählte zu seinen Schülern Auguste Beernaert.
Dolez zählte neben August van Dievoet und Auguste Orts zu den brillantesten Kassationsanwälten seiner Zeit. Pierre Sanfourche-Laporte, Präsident der Anwaltskammer von 1836 bis 1852, und Hubert Dolez, Präsident der Anwaltskammer, dominierten die Kassationsanwaltskammer.
Er war von 1833 bis zu ihrem Tod 1878 mit der 1811 geborenen Rosalie Legrand verheiratet.